# Повість про кохання Херея та Каллірої
«Повість про любов Херея і Каллирої» (грец. Τῶν Περὶ Χαιρέαν Καὶ Καλλιρρόην) — один з п'яти канонічних грецьких романів.
Грецький роман — жанр грецької і римської літератури, що виник I—III ст. н. е., останній підйом еллінської літератури.
Про автора роману, Харитона Афродісійского (грец. Χαρίτων Ἀφροδισεύς), відомо те, що він сам повідомляє у вступній фразі: «Харитон-афродісієць, писар ритора Афінагора, розповім я історію одного кохання, яка відбулася в Сиракузах».

## Про автора
Про самого Харитона відомо лише те, що він, можливо, був родом з міста Афродисиада (Карія, Мала Азія; в передбачуваний період його життя входила до складу римської провінції Азія), де нібито служив писарем у адвоката. Ці відомості взяті з передмови до його роману, де автор представляється як «Харитон, секретар (reettori) адвоката Афінагора, родом з Афродісіада». Ім'я «Харитон» може бути переведено як «граціозний людина». Висловлювалося припущення, що це ім'я насправді може виявитися псевдонімом, відповідним для іменування автора любовного роману; в цьому випадку «Афродісійского» може бути пов'язано з богинею краси і любові Афродітою, а не з містом. Афінагор, про який пише Харитон, згадується Фукідідом Афінагора сиракузький, колишнім політичним противником Гермократа; дочка Гермократа є героїнею роману Харитона. Разом з тим імена «Харитон» і «Афінагор» згадуються в Афродісійского написах.
Деякі з особливостей роману Харитона, на думку дослідників, підтверджують наведену ним інформацію про свої професії та місце проживання. Як секретар, адвоката він демонструє деякі знання в області права, в першу чергу стосовно риторичним виступів; на високу ймовірність його проживання в Афродісіаді або околицях вказує той факт, що опис міста Мілета в романі є більш докладним, ніж опис інших місць; Мілет перебував всього приблизно в 120 км від Афродисиада.
Вік самих пізніх папірусів, на яких були виявлені фрагменти цього твору, визначається як початок III століття . У наш час в науці панує точка зору про написання роману приблизно в середині I століття. Припущення про приблизний час його життя дослідники висловлювали виключно на основі лексичних особливостей мови роману Харитона, причому думки різних вчених з цього питання часом сильно відрізнялися один від одного. У XIX столітті, до аналізу цих папірусів, було поширене переконання, що Харитон жив в VI столітті н. е. А. Папаніколау в 1979 році на основі аналізу вживаних автором слів доводив, що найбільш вірогідним часом його життя слід вважати I століття до н. е. Один з дослідників на підставі згаданих Харитоном в романі термінів наполягав на датування його життя I і II століть нової ери.

На думку дослідника Едмунда Куева, при написанні свого роману Харитон користувався працями Плутарха — зокрема, його життєписом Тесея — або, можливо, безпосередньо роботою міфіографів Пайон з Аматуса, одного з тих, на кого посилався Плутарх. Якщо визнати це припущення вірним, то період життя Харитона може бути визначений як перша чверть 100-х років. З іншого боку, існує згадка про твір «Каліроя» в «Сатирах» Персія, який помер 62 році н. е .; якщо ототожнювати цю роботу з романом Харитона, то період його життя слід визначати як більш ранній.
В цілому більшість сучасних дослідників сходяться на тому, що Харитон жив і написав свій роман у період між 50 і 150 роками

## Час створення
Ервін Роде вважав твір Харитона одним з найбільш пізніх романів і відносив його до V століття н. е. Але таке датування роману виявилася невірним, що переконливо було доведено знахідкою папірусних уривків, виявлених в Єгипті, датуються II ст. н. е. На аркушах пергаменту, де були поміщені уривки роману про царівну Хіон, містилися і глави з останньої книги роману Харитона. Роман Харитона є одним з найбільш ранніх творів цього жанру.

## Історизм
Роман Харитона ще пов'язаний (на відміну від більш пізніх романів) з історіографічною традицією. Батьком головної героїні красуні Каллірої названий знаменитий сиракузький стратег Гермократ, який переміг Афінський флот в 413 до н. е., а одним з її численних шанувальників зображений перський цар Артаксеркс II. Відповідно до правил написання історичних творів Харитон барвисто описує взяття міста Тіра, показує морський бій. За зразками, які трапляються історикам, мова Херея побудована перед військом. Однак по ходу дії Харитон все далі відходить від показу історичних осіб і подій та довільно змінює історичне тло, зміцнюючи насамперед чисто пригодницьку лінію роману.

## Сюжет
Херей і Калліроя, молоді жителі Сиракуз, відрізнялися багатством і неземною красою. Зустрівшись на святі, присвяченому Афродіті, молоді люди з першого погляду закохуються одне в одного; щаслива пара поєднується шлюбом. Але богиня Афродіта, чиїй владі раніше не визнавав Херей, гнівається на молодого чоловіка і піддає його важким випробуванням. Херей, охоплений ревнощами, по наклепам відкинутих Калліроя женихів, завдає дружині страшний удар в живіт, і та падає як мертва. Так як Калліроя довго не приходить до тями, то її, вважаючи померлої, урочисто ховають разом з великою кількістю коштовностей. Вночі пірат Ферон зі своєю зграєю зламують склеп і виявляють там живу Каллірою. Забравши коштовності і Каллірою, розбійники відвозять її на кораблі і продають як рабиню багатому і знатному жителеві Іонії Діонісію, який недавно овдовів і залишився з маленькою донькою на руках. Діонісій відразу ж полонить красою своєї нової невільниці, але бачачи в ній жінку благородного походження і не бажаючи силою володіти нею, пропонує їй вступити з ним в законний шлюб. Калліроя спочатку відмовляється, але, виявивши, що у неї має бути дитина від її чоловіка Херея і не бажаючи, щоб її дитя стало рабом, погоджується і виходить вдруге заміж за Діонісія.

Херей після смерті Каллірої впадає у відчай, звинувачує себе в несправедливості ревнощів і, виявивши зникнення дружини, відправляється на її пошуки. Спійманий пірат Ферон розповідає про долю Каллірої, і Херей поспішає в Мілет. Але по дорозі Херея і його друга Поліхарма захоплюють в полон перси і продають як рабів сатрапу Митридату. Херей після багатьох розпитувань дізнається про долю Каллірої, тепер багатій і знатній дружини Діонісія. Завдяки своїй неземній красі Калліроя полонить серця всіх чоловіків, які зустрічалися на її шляху. Херей, його пан — сатрап Мітрідат, Діонісій — все тільки і думають, як володіти нею. Діонісій, випадково прочитавши лист Херея до Каллірої і вважаючи Херея померлим, оголошує, що цей лист підроблено Митридатом, і подає на нього скаргу перському царю Артаксерксові. Але Мітрідат виправдовується, коли на суді з'являється сам Херей, і відбувається сцена його впізнавання Калліроєю. Проте цар хоче вирішити справу на користь Херея, так як він і сам зачарувався прекрасною гречанкою. Розпочатий в цей час похід проти повсталого Єгипту дає царю можливість на невизначений час відкласти судове рішення про долю Каллірої. Ображений Херей, не отримавши Каллірої, переходить на бік повсталих єгиптян, хоробро бореться проти персів і розбиває перське військо, захопивши в полон дружину царя Статір, разом з її служницями де була і Калліроя. Херей повертає царю всіх полонених, залишаючи собі лише Каллірою і повертається з нею додому в Сиракузи. Калліроя пише лист Діоніссію, що залишає йому замість себе дитину, так і не дізнавшись, що це не його син. Так само вона забороняє йому одружитися вдруге, щоб у сина не було мачухи, а у Діоніссий знову дитини, «вистачить з тебе і двох дітей».

Після повернення додому Херей розповідає всім про пригоду Каллірої, з гордістю додаючи, що його син виросте, отримає все багатства Диониссий і повернеться на Батьківщину, до матері. Тоді він і дізнається, хто його справжній батько. А до цього часу не варто заважати йому стати власником всього багатства Діонисій. Народ прославляє Херея і Каллірою, а вони моляться богині любові Афродіті, в подяку за їх щасливе возз'єднання.

## Характеристика головних героїв
У цих подіях беруть участь справжні історичні особи — стратег Гермократ, сатрап Мітрідат, цар Аргаксеркс та ін. Ці та вигадані автором персонажі живуть за правилами високої моралі, що примушує їх завжди діяти з надзвичайною шляхетністю. Так, могутній рабовласник Діонісій, який без усяких зусиль міг би примусити невільницю Каллірою стати його коханкою, вважає подібний шлях підкорення жінки безчесним і ганебним і намагається завоювати її прихильність ласкавим й шанобливим ставленням до неї. Коли ж він бачить безплідність своїх зусиль, — а жити без Каллірої він вже не може, — ладний навіть покінчити життя самогубством. У своїй рабині він бачить передусім людину, а тому не може образити її гідність. Так само закоханий Мітрідат не може зневажити Діонісія і силою відібрати в нього його дружину Каллірою. Делікатним виявляє себе й цар Артаксеркс, який не наважується виразу вирішити, кому має належати Калліроя — Херею чи Діонісію.

Усі ці та інші персонажі сповнені позитивними рисами. Різко контрастує з ними розбійник Ферон, наділений тільки вадами. Головним героям, Херею і Каллірої. властиві значна пасивність, нездатність до активної боротьби, схильність до слізливості й відчаю. Харитон із надзвичайною симпатією ставиться до простих людей і рабів. У останніх автор знаходить не менше привабливих якостей, ніж у вільних. Він підводить читача до висновку, що освічені й благородні люди і в рабстві (як Херей, Калліроя, Поліхарм) залишаються шляхетними, адже від свого нового становища вони внутрішньо не змінюються.

## Харитон та грецький роман
М. Томашевська зазначає: «У книзі Харитона представлені всі обов'язкові прикмети жанру. Але, в той же час, у „Херея і Каллірої“ є своя особливість, яка відрізняє цей роман від інших, де історичний фон ніяк не охарактеризовано, конкретні риси тієї чи іншої епохи відсутні. Харитон теж не дає прикмет соціально — побутовим умовам, однак його роман прив'язаний до певного часу і в ньому діють історичні особистості. „Повість про кохання Херея і Каллірої“ є, отже, найдавнішим європейським історичним романом».

Роман Харитона наближається до творів історіографів, оскільки всі події його відбуваються на тлі реальних історичних подій. У ньому згадується перемога силіанців над афінською воєнною експедицією (413 р. до н. е.), розповідається про війну між Сирією та Єгиптом. Розповідь Харитона проста, позбавлена риторичних прикрас. Щоправда, у внутрішніх монологах персонажів, особливо коли вони охоплені хвилюванням, мова набуває театрально-патетичного звучання. Часто у свою прозову оповідь письменник вставляє один-два віршовані рядки, взяті переважно з Гомерових поем. Вони немовби відтіняють висловлену кимось із героїв думку або думку самого автора.